# Giải bóng đá trong nhà vô địch quốc gia 2023
Giải bóng đá trong nhà vô địch quốc gia 2023 (hay còn được gọi là Giải Futsal HDBank Vô địch Quốc gia 2023 vì lý do nhà tài trợ) là mùa giải lần thứ 17 của Giải bóng đá trong nhà vô địch quốc gia do VFF và VOV phối hợp tổ chức. Nhà tài trợ cho giải đấu mùa này là HDBank. Giải bắt đầu vào tháng 3 và dự kiến được kết thúc vào tháng 8 năm 2023.

## Thay đổi trước mùa giải

### Thay đổi đội bóng
| Đội bóng mới - Hà Nội - GFDI Sông Hàn | Không tham dự mùa giải này - Hiếu Hoa Đà Nẵng - Sài Gòn - Hưng Gia Khang Đắk Lắk - Quảng Nam - Vietfootball |

### Thể thức thi đấu
Đây là lần đầu tiên, giải đấu thi đấu theo thể thức thi đấu sân nhà, sân khách.

### Suất cầu thủ
Ngày 14 tháng 3 năm 2023, ban tổ chức giải họp báo công bố giải Futsal HDBank Vô địch Quốc gia 2023 và chính thức xác nhận về những thay đổi liên quan tới việc sử dụng cầu thủ ở giải đấu. Các đội dự giải Vô địch Quốc gia được đăng ký một ngoại binh và một cầu thủ Việt kiều chưa có quốc tịch Việt Nam.

## Các đội tham dự

### Sân vận động
| Thái Sơn Nam–TPHCM, Cao Bằng | Thái Sơn Nam–TPHCM, Cao Bằng            | Thái Sơn Bắc, Hà Nội                     |
| --- | --------------------------------------- | ---------------------------------------- |
| Nhà thi đấu câu lạc bộ Futsal quận 8 | Nhà thi đấu câu lạc bộ Futsal quận 8    | Cung thi đấu điền kinh trong nhà Mỹ Đình |
| Cao BằngHà NộiSavinest Khánh HòaThành phố Hồ Chí MinhGFDI Sông HànCác đội tại Hà Nội · Thái Sơn Bắc · Hà NộiCác đội tại Thành phố Hồ Chí Minh · Thái Sơn Nam–TPHCM · Tân Hiệp Hưng · Sahako Địa điểm các đội bóng tham dự Giải Futsal Vô địch Quốc gia 2023 |                                         |                                          |
| Sahako, Tân Hiệp Hưng | Sanvinest Khánh Hòa                     | GFDI Sông Hàn                            |
| Nhà thi đấu Lãnh Binh Thăng | Nhà thi đấu Cao đẳng Sư phạm Trung ương | Cung thể thao Tiên Sơn                   |

### Nhân sự, nhà tài trợ và áo đấu
Lưu ý: Cờ cho biết đội tuyển quốc gia như đã được xác định theo quy tắc đủ điều kiện FIFA. Cầu thủ có thể có nhiều quốc tịch không thuộc FIFA.
| Đội bóng                           | Huấn luyện viên                    | Đội trưởng          | Nhà sản xuất áo đấu | Nhà tài trợ chính (trên áo đấu) |
| ---------------------------------- | ---------------------------------- | ------------------- | ------------------- | ------------------------------- |
| Cao Bằng                           | Phạm Minh Giang                    | Nguyễn Văn Quốc Huy | Egan                | không có                        |
| GFDI Sông Hàn                      | Huỳnh Việt Nam                     | Đặng Phước Hạnh     | Egan                | GFDI Sông Hàn                   |
| Hà Nội                             | Nguyễn Đình Hoàng                  | Bùi Ngọc Long       | Kamito              | LS                              |
| Sanvinest Khánh Hòa                | Nguyễn Quốc Đàn Mai Thành Đạt      | Phan Khắc Chí       | Fraser              | Yến sào Sanvinest Khánh Hòa     |
| Sahako                             | Nguyễn Tuấn Anh                    | Khổng Đình Hùng     | Egan                | Sahako                          |
| Tân Hiệp Hưng                      | Trương Quốc Tuấn                   | Trần Tấn Đông       | Kamito              | không có                        |
| Thái Sơn Bắc                       | Victor Acosta                      | Lê Quang Vinh       | Grand Sport         | LS                              |
| Thái Sơn Nam–Thành phố Hồ Chí Minh | Nguyễn Trọng Thiện Nicolas Gulizia | Trần Văn Vũ         | Mizuno              | LS                              |

### Cầu thủ nước ngoài
| Câu lạc bộ                         | Cầu thủ 1 (Cầu thủ nước ngoài) | Cầu thủ 2 (Cầu thủ Việt kiều) | Cầu thủ cũ        |
| ---------------------------------- | ------------------------------ | ----------------------------- | ----------------- |
| Cao Bằng                           |                                |                               |                   |
| GFDI Sông Hàn                      |                                |                               |                   |
| Hà Nội                             |                                |                               |                   |
| Sanvinest Khánh Hòa                |                                |                               |                   |
| Sahako                             | Ítalo Henrique                 |                               |                   |
| Tân Hiệp Hưng                      |                                |                               |                   |
| Thái Sơn Bắc                       | Anderson da Rocha              |                               |                   |
| Thái Sơn Nam–Thành phố Hồ Chí Minh | Aleksi Pirttijoki              |                               | Abolghasem Orouji |

## Bảng xếp hạng
| VT | Đội                                | ST | T | H | B  | BT | BB | HS  | Đ  |
| -- | ---------------------------------- | -- | - | - | -- | -- | -- | --- | -- |
| 1  | Thái Sơn Nam–Thành phố Hồ Chí Minh | 14 | 8 | 6 | 0  | 38 | 18 | +20 | 30 |
| 2  | Sahako                             | 14 | 9 | 2 | 3  | 52 | 30 | +22 | 29 |
| 3  | Thái Sơn Bắc                       | 14 | 8 | 2 | 4  | 28 | 20 | +8  | 26 |
| 4  | Sanvinest Khánh Hòa                | 14 | 6 | 3 | 5  | 27 | 21 | +6  | 21 |
| 5  | Tân Hiệp Hưng                      | 14 | 4 | 3 | 7  | 24 | 36 | −12 | 15 |
| 6  | Cao Bằng                           | 14 | 4 | 2 | 8  | 16 | 28 | −12 | 14 |
| 7  | GFDI Sông Hàn                      | 14 | 4 | 1 | 9  | 17 | 29 | −12 | 13 |
| 8  | Hà Nội                             | 14 | 3 | 1 | 10 | 18 | 38 | −20 | 10 |

### Kết quả
| Nhà \ Khách                        | CBF | GSH | HNF | SKH | SHK | THH | TSB | TSN |
| ---------------------------------- | --- | --- | --- | --- | --- | --- | --- | --- |
| Cao Bằng                           |     | 2–1 | 0–1 | 2–0 | 1–4 | 2–2 | 0–3 | 1–2 |
| GFDI Sông Hàn                      | 2–1 |     | 2–0 | 1–2 | 3–1 | 0–1 | 1–3 | 0–4 |
| Hà Nội                             | 1–2 | 2–1 |     | 0–1 | 3–8 | 1–4 | 1–3 | 0–3 |
| Sanvinest Khánh Hòa                | 4–1 | 3–0 | 4–1 |     | 3–4 | 2–2 | 0–1 | 2–2 |
| Sahako                             | 4–0 | 5–2 | 1–3 | 4–1 |     | 5–1 | 0–4 | 1–1 |
| Tân Hiệp Hưng                      | 1–2 | 1–2 | 4–2 | 0–4 | 2–6 |     | 3–1 | 1–4 |
| Thái Sơn Bắc                       | 1–0 | 3–1 | 2–2 | 1–1 | 1–4 | 2–0 |     | 1–4 |
| Thái Sơn Nam–Thành phố Hồ Chí Minh | 2–2 | 1–1 | 3–1 | 2–0 | 5–5 | 2–2 | 3–1 |     |

### Tiến trình mùa giải
| Đội ╲ Vòng          | 1 | 2 | 3 | 4 | 5 | 6 | 7 | 8 | 9 | 10 | 11 | 12 | 13 | 14 |
| ------------------- | - | - | - | - | - | - | - | - | - | -- | -- | -- | -- | -- |
| Cao Bằng            | B | H | B | B | B | B | B | B | T | H  | T  | T  | T  | B  |
| GFDI Sông Hàn       | B | B | B | T | T | B | B | B | T | B  | B  | B  | T  | H  |
| Hà Nội              | H | T | B | B | B | T | T | B | B | B  | B  | B  | B  | B  |
| Sanvinest Khánh Hòa | T | H | T | B | T | H | H | T | B | T  | B  | B  | B  | T  |
| Sahako              | T | H | T | T | B | B | B | T | H | T  | T  | T  | T  | T  |
| Tân Hiệp Hưng       | H | H | B | T | T | T | H | B | B | B  | T  | B  | B  | B  |
| Thái Sơn Bắc        | H | H | T | B | B | T | T | T | T | T  | B  | T  | B  | T  |
| Thái Sơn Nam–TPHCM  | H | H | T | T | T | H | T | T | H | H  | T  | T  | T  | H  |

### Vị trí các đội qua các vòng đấu
| Đội ╲ Vòng          | 1        | 2 | 3 | 4 | 5 | 6 | 7 | 8 | 9 | 10 | 11 | 12 | 13 | 14 |   |
| ------------------- | -------- | - | - | - | - | - | - | - | - | -- | -- | -- | -- | -- | - |
| Đội ╲ Vòng          | Cao Bằng | 8 | 7 | 7 | 8 | 8 | 8 | 8 | 8 | 8  | 8  | 8  | 6  | 6  | 6 |
| GFDI Sông Hàn       | 7        | 8 | 8 | 7 | 5 | 7 | 7 | 7 | 7 | 7  | 7  | 8  | 7  | 7  |   |
| Hà Nội              | 3        | 3 | 5 | 6 | 7 | 6 | 5 | 6 | 6 | 6  | 6  | 7  | 8  | 8  |   |
| Sanvinest Khánh Hòa | 2        | 2 | 2 | 3 | 3 | 2 | 2 | 2 | 3 | 3  | 4  | 4  | 4  | 4  |   |
| Sahako              | 1        | 1 | 1 | 1 | 2 | 4 | 6 | 4 | 4 | 4  | 2  | 2  | 2  | 2  |   |
| Tân Hiệp Hưng       | 6        | 4 | 6 | 5 | 4 | 3 | 3 | 5 | 5 | 5  | 5  | 5  | 5  | 5  |   |
| Thái Sơn Bắc        | 4        | 6 | 3 | 4 | 6 | 5 | 4 | 3 | 2 | 2  | 3  | 3  | 3  | 3  |   |
| Thái Sơn Nam–TPHCM  | 5        | 5 | 4 | 2 | 1 | 1 | 1 | 1 | 1 | 1  | 1  | 1  | 1  | 1  |   |

## Thống kê mùa giải

### Theo câu lạc bộ
| Xếp hạng                   | Câu lạc bộ                                                                       | Số lượng |
| -------------------------- | -------------------------------------------------------------------------------- | -------- |
| Thắng nhiều nhất           | Sahako                                                                           | 9        |
| Thắng ít nhất              | Hà Nội                                                                           | 3        |
| Hoà nhiều nhất             | Thái Sơn Nam–TPHCM                                                               | 6        |
| Hoà ít nhất                | GFDI Sông Hàn, Hà Nội                                                            | 1        |
| Thua nhiều nhất            | Hà Nội                                                                           | 10       |
| Thua ít nhất               | Thái Sơn Nam–TPHCM                                                               | 0        |
| Chuỗi thắng dài nhất       | Sahako, Thái Sơn Bắc                                                             | 5        |
| Chuỗi bất bại dài nhất     | Thái Sơn Nam–TPHCM                                                               | 14       |
| Chuỗi không thắng dài nhất | Cao Bằng                                                                         | 8        |
| Chuỗi thua dài nhất        | Hà Nội                                                                           | 7        |
| Ghi nhiều bàn thắng nhất   | Sahako                                                                           | 52       |
| Ghi ít bàn thắng nhất      | Cao Bằng                                                                         | 16       |
| Lọt lưới nhiều nhất        | Hà Nội                                                                           | 38       |
| Lọt lưới ít nhất           | Thái Sơn Nam–TPHCM                                                               | 18       |
| Nhận thẻ vàng nhiều nhất   | Thái Sơn Bắc                                                                     | 26       |
| Nhận thẻ vàng ít nhất      | Sanvinest Khánh Hòa                                                              | 11       |
| Nhận thẻ đỏ nhiều nhất     | Tân Hiệp Hưng, Thái Sơn Bắc                                                      | 1        |
| Nhận thẻ đỏ ít nhất        | Cao Bằng, GFDI Sông Hàn, Hà Nội, Sanvinest Khánh Hòa, Sahako, Thái Sơn Nam–TPHCM | 0        |

### Theo cầu thủ

#### Cầu thủ ghi bàn
Dưới đây là danh sách những cầu thủ ghi bàn của giải đấu. Đã có 220 bàn thắng ghi được trong 56 trận đấu, trung bình 3.93 bàn thắng mỗi trận đấu.

| Xếp hạng | Cầu thủ                | Câu lạc bộ           | Số bàn thắng |
| -------- | ---------------------- | -------------------- | ------------ |
| 1        | Trần Minh Tuấn         | Sanvinest Khánh Hòa  | 10           |
| 1        | Lâm Tấn Phát           | Sahako               | 10           |
| 2        | Nguyễn Thịnh Phát      | Thái Sơn Nam–TPHCM   | 9            |
| 3        | Ítalo Henrique Bob     | Sahako               | 8            |
| 4        | Dương Ngọc Linh        | Thái Sơn Nam–TPHCM   | 7            |
| 5        | Trần Nhật Trung        | Sahako               | 6            |
| 5        | Ngô Ngọc Sơn           | Sahako               | 6            |
| 5        | Nguyễn Văn Tuấn        | Thái Sơn Bắc         | 6            |
| 5        | Nguyễn Minh Trí        | Thái Sơn Nam–TPHCM   | 6            |
| 6        | Hồ Khánh Huy           | GFDI Sông Hàn        | 5            |
| 6        | Trần Văn Thanh         | Sanvinest Khánh Hòa  | 5            |
| 6        | Đào Minh Quảng         | Tân Hiệp Hưng        | 5            |
| 7        | Nguyễn Nhân Nam        | Hà Nội               | 4            |
| 7        | Phan Khắc Chí          | Sanvinest Khánh Hòa  | 4            |
| 7        | Lưu Nhất Tiến          | Sahako               | 4            |
| 7        | Trịnh Quang Vinh       | Tân Hiệp Hưng        | 4            |
| 7        | Từ Minh Quang          | Thái Sơn Bắc         | 4            |
| 7        | Hoàng Sỹ Linh          | Thái Sơn Bắc         | 4            |
| 7        | Nhan Gia Hưng          | Thái Sơn Nam–TPHCM   | 4            |
| 8        | Nguyễn Lâm Gia Thọ     | Cao Bằng             | 3            |
| 8        | Nguyễn Trọng Kiên      | Hà Nội               | 3            |
| 8        | K'Gôi                  | Sanvinest Khánh Hòa  | 3            |
| 8        | Nguyễn Xuân An         | Tân Hiệp Hưng        | 3            |
| 8        | Trần Tấn Đông          | Tân Hiệp Hưng        | 3            |
| 8        | Phạm Đức Hòa           | Thái Sơn Nam–TPHCM   | 3            |
| 8        | Nguyễn Trần Duy        | Sahako GFDI Sông Hàn | 3            |
| 9        | Cao Hoài An            | Cao Bằng             | 2            |
| 9        | Nguyễn Huỳnh Thanh Huy | Cao Bằng             | 2            |
| 9        | Trần Thanh Phong       | Cao Bằng             | 2            |
| 9        | Phan Văn Chương        | GFDI Sông Hàn        | 2            |
| 9        | Nguyễn Văn Đạt         | Hà Nội               | 2            |
| 9        | Đỗ Văn Thành           | Hà Nội               | 2            |
| 9        | Trần Quang Toàn        | Sahako               | 2            |
| 9        | Đoàn Minh Quang        | Sahako               | 2            |
| 9        | Khổng Đình Hùng        | Sahako               | 2            |
| 9        | Huỳnh Mi Woen          | Sahako               | 2            |
| 9        | Trần Gia Huy           | Tân Hiệp Hưng        | 2            |
| 9        | Vũ Ngọc Lân            | Tân Hiệp Hưng        | 2            |
| 9        | Lê Quang Vinh          | Thái Sơn Bắc         | 2            |
| 9        | An Lâm Tới             | Thái Sơn Bắc         | 2            |
| 9        | Vũ Ngọc Ánh            | Thái Sơn Bắc         | 2            |
| 9        | Anderson da Rocha      | Thái Sơn Bắc         | 2            |
| 9        | Trần Thái Huy          | Thái Sơn Nam–TPHCM   | 2            |
| 9        | Châu Đoàn Phát         | Thái Sơn Nam–TPHCM   | 2            |
| 10       | Nguyễn Trọng Tín       | Cao Bằng             | 1            |
| 10       | Lê Trí Nhân            | Cao Bằng             | 1            |
| 10       | Trương Trần Quang Nhật | Cao Bằng             | 1            |
| 10       | Nguyễn Văn Quốc Huy    | Cao Bằng             | 1            |
| 10       | Lê Quốc Nam            | Cao Bằng             | 1            |
| 10       | Nguyễn Văn Nghĩa       | GFDI Sông Hàn        | 1            |
| 10       | Nguyễn Hữu Thắng       | GFDI Sông Hàn        | 1            |
| 10       | Võ Duy Bình            | GFDI Sông Hàn        | 1            |
| 10       | Cao Văn Kiên           | GFDI Sông Hàn        | 1            |
| 10       | Hồ Duy Hải             | GFDI Sông Hàn        | 1            |
| 10       | Đặng Phước Hạnh        | GFDI Sông Hàn        | 1            |
| 10       | Huỳnh Hồ Bá Lên        | GFDI Sông Hàn        | 1            |
| 10       | Đào Công Hoàng         | Hà Nội               | 1            |
| 10       | Tạ Đức Minh Hiếu       | Hà Nội               | 1            |
| 10       | Dương Công Kiên        | Hà Nội               | 1            |
| 10       | Huỳnh Tấn Lực          | Hà Nội               | 1            |
| 10       | Nguyễn Thạc Hiếu       | Hà Nội               | 1            |
| 10       | Nguyễn Hữu Phúc        | Sanvinest Khánh Hòa  | 1            |
| 10       | Huỳnh Huy Hảo          | Sanvinest Khánh Hòa  | 1            |
| 10       | Pi Năng Thái An        | Sanvinest Khánh Hòa  | 1            |
| 10       | Phan Bảo Phúc          | Sanvinest Khánh Hòa  | 1            |
| 10       | Phạm Thành Sơn         | Sanvinest Khánh Hòa  | 1            |
| 10       | Đặng Phi Tiến          | Sahako               | 1            |
| 10       | Nguyễn Hoàng Anh Vũ    | Sahako               | 1            |
| 10       | Yzen Niê Kdam          | Sahako               | 1            |
| 10       | Chu Văn Tiến           | Sahako               | 1            |
| 10       | Đinh Bộ Thành          | Tân Hiệp Hưng        | 1            |
| 10       | Nguyễn Công Hai        | Tân Hiệp Hưng        | 1            |
| 10       | Huỳnh Quốc Tâm         | Tân Hiệp Hưng        | 1            |
| 10       | Phạm Tấn Phát          | Tân Hiệp Hưng        | 1            |
| 10       | Trần Nguyễn Tú Tài     | Tân Hiệp Hưng        | 1            |
| 10       | Nguyễn Thành Tín       | Thái Sơn Bắc         | 1            |
| 10       | Triệu Xuân Linh        | Thái Sơn Bắc         | 1            |
| 10       | Bùi Đình Văn           | Thái Sơn Bắc         | 1            |
| 10       | Phạm Văn Tú            | Thái Sơn Bắc         | 1            |
| 10       | Thân Văn Phan          | Thái Sơn Bắc         | 1            |
| 10       | Nguyễn Anh Duy         | Thái Sơn Nam–TPHCM   | 1            |
| 10       | Trần Văn Vũ            | Thái Sơn Nam–TPHCM   | 1            |
| 10       | Lý Đăng Hưng           | Thái Sơn Nam–TPHCM   | 1            |
| 10       | Nguyễn Văn Cố Phát Cổn | Thái Sơn Nam–TPHCM   | 1            |
| 10       | Trần Tuyên             | Thái Sơn Nam–TPHCM   | 1            |

1. ↑  Ghi 2 bàn cho GFDI Sông Hàn, 1 bàn cho Sahako

#### Bàn phản lưới nhà
| Số bàn | Cầu thủ                | Câu lạc bộ          | Đối thủ       | Vòng |
| ------ | ---------------------- | ------------------- | ------------- | ---- |
| 2      | Trần Văn Thanh         | Sanvinest Khánh Hòa | Sahako        | 4    |
| 2      | Trần Văn Thanh         | Sanvinest Khánh Hòa | Hà Nội        | 10   |
| 2      | Nguyễn Thạc Hiếu       | Hà Nội              | Cao Bằng      | 13   |
| 2      | Nguyễn Thạc Hiếu       | Hà Nội              | Sahako        | 14   |
| 1      | Trần Gia Huy           | Tân Hiệp Hưng       | Sahako        | 3    |
| 1      | Cổ Chí Kiệt            | Cao Bằng            | GFDI Sông Hàn | 4    |
| 1      | Trương Trần Quang Nhật | Cao Bằng            | Hà Nội        | 6    |
| 1      | Nguyễn Văn Cố Phát Cổn | Thái Sơn Nam–TPHCM  | Cao Bằng      | 10   |
| 1      | Phan Khắc Chí          | Sanvinest Khánh Hòa | Sahako        | 11   |
| 1      | Đỗ Công Đại            | Tân Hiệp Hưng       | Thái Sơn Bắc  | 12   |
| 1      | Phạm Thanh Bình        | Hà Nội              | Sahako        | 14   |

#### Ghi hat-tricks
| Cầu thủ             | Đội bóng            | Đối thủ       | Kết quả | Ngày                | Vòng |
| ------------------- | ------------------- | ------------- | ------- | ------------------- | ---- |
| Trần Minh Tuấn      | Sanvinest Khánh Hòa | GFDI Sông Hàn | 3–0 (H) | 19 tháng 3 năm 2023 | 1    |
| Phan Khắc Chí       | Sanvinest Khánh Hòa | Cao Bằng      | 4–1 (H) | 8 tháng 4 năm 2023  | 4    |
| Ítalo Henrique Bob4 | Sahako              | Hà Nội        | 3–8 (A) | 4 tháng 8 năm 2023  | 14   |

4 – Ghi 4 bàn thắng.

#### Số trận giữ sạch lưới
| Xếp hạng | Thủ môn          | Câu lạc bộ          | Số trận giữ sạch lưới |
| -------- | ---------------- | ------------------- | --------------------- |
| 1        | Phạm Văn Tú      | Thái Sơn Bắc        | 4                     |
| 2        | Nguyễn Hữu Phúc  | Sanvinest Khánh Hòa | 3                     |
| 2        | Hồ Văn Ý         | Thái Sơn Nam–TPHCM  | 3                     |
| 3        | Lưu Thanh Bảo    | Cao Bằng            | 1                     |
| 3        | Võ Duy Bình      | GFDI Sông Hàn       | 1                     |
| 3        | Bùi Ngọc Long    | Hà Nội              | 1                     |
| 3        | Nguyễn Hoàng Anh | Sahako              | 1                     |
| 3        | Huỳnh Văn Lê Hậu | Tân Hiệp Hưng       | 1                     |
| 3        | Trương Văn Thành | Thái Sơn Bắc        | 1                     |

## Giải thưởng
Các giải thưởng được trao tại lễ bế mạc ngày 4 tháng 8 năm 2023.

### Giải thưởng tập thể
- Đội Vô địch: Thái Sơn Nam–TPHCM
- Đội Á quân: Sahako
- Đội thứ Ba: Thái Sơn Bắc
- Giải phong cách: Sanvinest Khánh Hòa

### Giải thưởng cá nhân
- Cầu thủ xuất sắc nhất giải: Phạm Đức Hòa (Thái Sơn Nam–TPHCM)
- Cầu thủ ghi nhiều bàn thắng nhất giải: Trần Minh Tuấn (Sanvinest Khánh Hòa) và Lâm Tấn Phát (Sahako) - 10 bàn
- Thủ môn xuất sắc nhất giải: Hồ Văn Ý (Thái Sơn Nam–TPHCM)
- Tổ trọng tài hoàn thành nhiệm vụ: Lê Sơn Trà, Đỗ Cao Trí, Huỳnh Xuân Bá, Lê Tuấn Kiệt